# Namsskogan
Namsskogan è un comune norvegese della contea di Trøndelag.